# Breidenbach, Moselle
Breidenbach là một xã thuộc tổng Volmunster, quận Sarreguemines, tỉnh Moselle, vùng Grand Est đông bắc nước Pháp.
Tọa độ địa lý của xã là 49° 08' vĩ độ bắc, 07° 25' kinh độ đông. Breidenbach nằm trên độ cao trung bình là 310 mét trên mực nước biển, có điểm thấp nhất là 252 mét và điểm cao nhất là 376 mét. Xã có diện tích 10,89 km², dân số vào thời điểm 1999 là 346 người; mật độ dân số là 31 người/km².

## Thông tin nhân khẩu
| 1962 | 1968 | 1975 | 1982 | 1990 | 1999 |
| ---- | ---- | ---- | ---- | ---- | ---- |
| 387  | 421  | 382  | 376  | 324  | 346  |